# Carlos Villanueva
Carlos Andrés Villanueva Roland (ur. 5 lutego 1986 w Viña del Mar) – piłkarz chilijski grający na pozycji ofensywnego pomocnika.

## Kariera klubowa
Villanueva jest wychowankiem klubu Deportes La Serena. W latach 2000–2002 występował w drużynie młodzieżowej tego klubu, ale międzyczasie w 2001 roku na krótko trafił do Universidad Católica. W 2003 roku stał się członkiem pierwszego zespołu Deportes i wtedy też zadebiutował w chilijskiej Primera División. 29 czerwca zdobył pierwszego gola w lidze w wygranym 3:1 wyjazdowym spotkaniu z Uniónem La Calera.
W 2004 roku Carlos znów trafił do stolicy Chile, Santiago. Został piłkarzem tamtejszego Audax Italiano, a w pierwszym składzie tej drużyny zaczął grać w sezonie 2005. Zdobył wówczas 3 gole w lidze. W sezonie 2006, gdy liczył sobie 20 lat, został najlepszym strzelcem zespołu zdobywając 17 bramek. Osiągnął także swój pierwszy sukces w karierze, którym zdobycie wicemistrzostwa fazy Clausura. W 2007 roku zajął z Audax Italiano 3. miejsce w grupie 2 Copa Libertadores. W rozgrywkach tych zaliczył dwa trafienia. Skuteczny był także w lidze. W całym sezonie zdobył 24 gole, w tym 20 w fazie Clausura, dzięki czemu został jej królem strzelców. Za swoją postawę w klubie oraz na szczeblu reprezentacyjnym został wybrany Piłkarzem Roku w Chile.
17 lipca 2008 roku kierownictwo angielskiego klubu Blackburn Rovers potwierdziło transfer Villanuevy, który został wypożyczony z opcją pierwokupu za 4 miliony funtów. 29 lipca Chilijczyk dołączył do drużyny Rovers po tym, jak otrzymał pozwolenie na pracę w Wielkiej Brytanii. W nowej drużynie zadebiutował 27 sierpnia w wygranym 4:1 spotkaniu Pucharu Ligi z Grimsby. W tym meczu zdobył także pierwszego gola dla Blackburn Rovers. W Premier League pierwszy występ zaliczył 20 września, kiedy to zagrał w meczu z Fulhamem. Od maja 2009 roku piłkarz Al-Shabab ze Zjednoczonych Emiratów Arabskich.
| Sezon   | Klub               | Kraj                         | Rozgrywki        | Mecze | Bramki |
| ------- | ------------------ | ---------------------------- | ---------------- | ----- | ------ |
| 2003    | Deportes La Serena | Chile                        | Primera División | 15    | 5      |
| 2004    | Audax Italiano     | Chile                        | Primera División | 11    | 0      |
| 2005    | Audax Italiano     | Chile                        | Primera División | 32    | 3      |
| 2006    | Audax Italiano     | Chile                        | Primera División | 28    | 17     |
| 2007    | Audax Italiano     | Chile                        | Primera División | 37    | 24     |
| 2008    | Audax Italiano     | Chile                        | Primera División | 17    | 5      |
| 2008/09 | Blackburn Rovers   | Anglia                       | Premiership      | 12    | 0      |
| 2009/10 | Al-Shabab          | Zjednoczone Emiraty Arabskie | UAE League       |       |        |

## Kariera reprezentacyjna
W 2005 roku Villanueva był członkiem młodzieżowej reprezentacji Chile U-20 na Mistrzostwa Świata U-20, których gospodarzem była Holandia. W 2007 roku został powołany przez selekcjonera Nelsona Acostę do pierwszej reprezentacji na Copa América 2007. 27 czerwca w pierwszym spotkaniu Chile w tym turnieju zadebiutował w dorosłej kadrze, a w 86. minucie strzałem z rzutu wolnego dał rodakom zwycięstwo 3:2 nad Ekwadorem. Z Chile dotarł do ćwierćfinału, a od czasu debiutu jest podstawowym zawodnikiem tej drużyny.